# バタフライドア

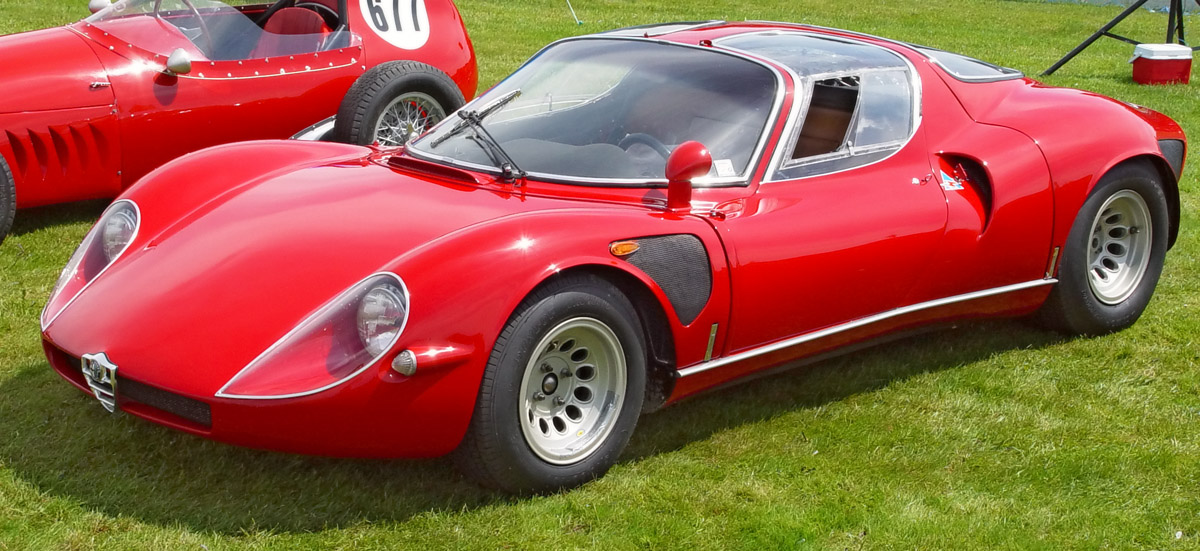
Alfa Romeo 33 Stradale

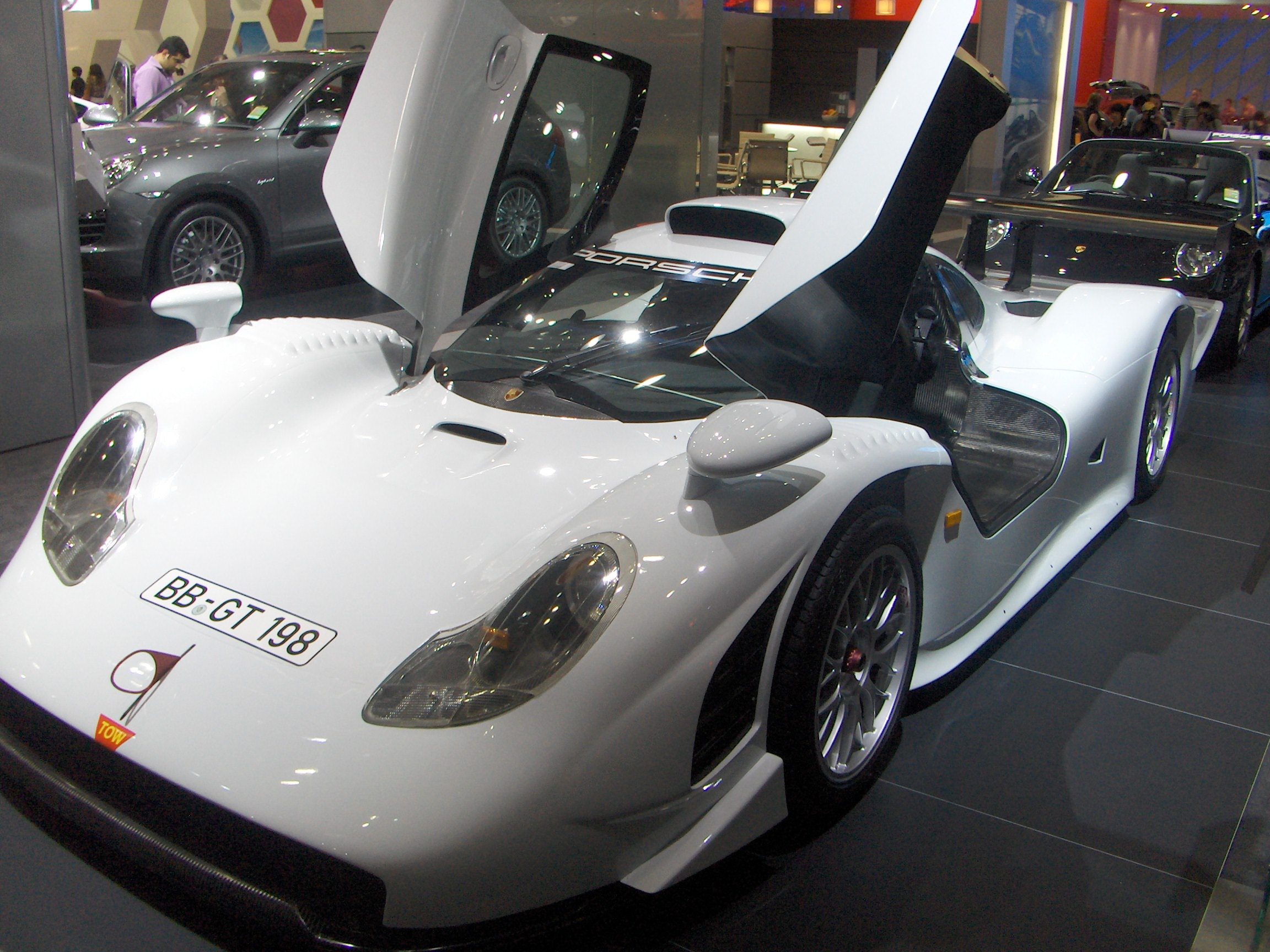
ポルシェ・911 GT1

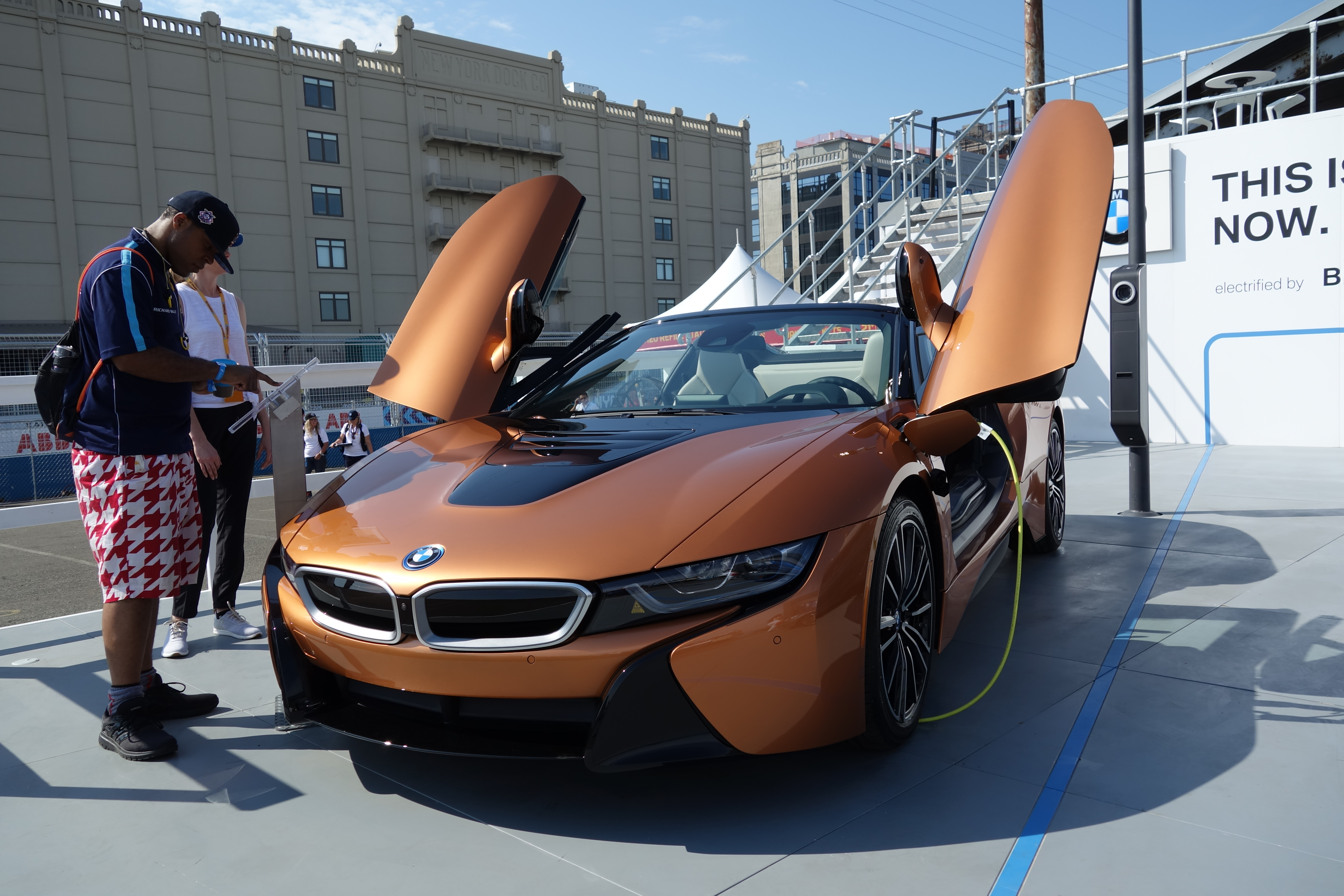
BMW・i8

バタフライドア (Butterfly doors) は自動車のドアの開閉方式の1つである。シザーズドアと類似しているが、シザーズドアはAピラーの底部にある一つのヒンジを軸に上方へ開くドアなのに対し、バタフライドアはAピラーに沿った2つ以上のヒンジを軸に上方かつ外側へと開くドアである。（ガルウィングドア#類似のドアデザインも参照）この機構によって、シザーズドアよりも乗り降りするためのスペースが広くなり、乗り降りが容易となる。ドライバーの迅速な交代や乗り降りが決定的なレースでは、この機構は重要となる。
初めてバタフライドアを採用した車は、ベルトーネのフランコ・スカリオーネがデザインした1967年のアルファロメオ・ティーポ33/2ストラダーレである。
ちなみにマクラーレンの車に採用されているドアの開閉方式は、正式にはバタフライドアではなく、メーカー担当者やディーラーのセールスマンによると、｢ディヘドラルドア｣と呼ばれている。

## 実例
- フェラーリ・ラ フェラーリ
- フェラーリ・エンツォフェラーリ
- GMA・T.50
- マクラーレン・F1
- マセラティ・MC20
- メルセデス・ベンツ・SLRマクラーレン
- メルセデス・ベンツ・CLK-GTR
- BMW・i8
- トヨタ・セラ
- ルノースポール・スパイダー